# دیوید لودن
دیوید لودن (به انگلیسی: David Ludden) (زاده ۱۹۴۸) تاریخ‌نگار آمریکایی است.

## زندگی
لودن از سال ۱۹۶۶ تا ۱۹۷۰ در دانشگاه ییل حضور داشت. سپس به دانشگاه پنسیلوانیا منتقل شد و در آنجا لیسانس هنر و کارشناسی ارشد هنر در مطالعات منطقه‌ای جنوب آسیا را گرفت. در سال ۱۹۷۸ دکترای تاریخ خود را از دانشگاه پنسیلوانیا دریافت کرد.
از سال ۱۹۷۹ تا ۱۹۸۰ به عنوان استادیار تاریخ در دانشگاه ویرجینیا تدریس می کرد. لودن سپس به دانشگاه پنسیلوانیا بازگشت و از سال ۱۹۸۱ تا ۲۰۰۷، استادیار از سال ۱۹۸۱ تا ۱۹۸۷، دانشیار از سال ۱۹۸۷ تا ۱۹ و استاد کامل از سال ۱۹ تا ۲۰۰۸ تدریس کرد. او همچنین از سال ۱۹۹۲ تا ۱۹۹۵ رئیس بخش آسیای جنوبی این دانشگاه بود. در سال ۲۰۰۷ به دانشگاه نیویورک نقل مکان کرد و از آن زمان به عنوان استاد اقتصاد سیاسی و جهانی شدن در دانشکده تاریخ تدریس کرده است. او همچنین همکار ارشد مؤسسه دانش عمومی و استاد بازنشسته‌ی دانشگاه پنسیلوانیا است.
لودن از سال ۱۹۹۷ تا ۲۰ سردبیر سری تاریخ های انتقادی مطبوعات دانشگاه پنسیلوانیا بود. مجموعه کتاب های او شامل ۹ کتاب بود.